# روبن ميلو
روبن ميلو (بالإسبانية: Robin Melo)‏ هو لاعب كرة قدم ومدرب كرة قدم تشيلي، ولد في 6 مارس 1987 في سانتياغو في تشيلي. لعب مع نادي أونيفرسيداد دي تشيلي.

## وصلات خارجية
- روبن ميلو على موقع Soccerway.com (الإنجليزية)
- روبن ميلو على موقع AS.com (الإسبانية)